# Četnická pátrací stanice
Četnické pátrací stanice, kterým se lidově říkalo „pátračky“, byly v Československu zřizovány od 1. ledna 1928 na základě Výnosu ministerstva vnitra č. 73.481/13 ze dne 15. listopadu 1927. Zařazováni do nich byli zkušení četníci se schopnostmi potřebnými pro kvalitní výkon pátrací služby.
Ve věcech bezpečnostní služby byly podřízeny příslušnému četnickému oddělení, ve věcech kriminální služby je řídilo ústřední četnické pátrací oddělení v Praze.
Úkolem pátracích stanic, kterých v Československu v roce 1937 existovalo již 42, bylo především:
1. Spolupůsobit při vypátrání a zajištění pachatele a odcizeného majetku a k zajištění důkazů u každého většího trestného činu, spáchaného v jejich obvodu.
2. Konat v přikázaném obvodu objížďky motorovým kolem z preventivních důvodů, zvláště ke kontrole zachování silničního řádu a pořádku na veřejných komunikacích a místech.
3. Vést pro svůj obvod soustředěnou evidenci pátrací služby a evidenci cikánů.
4. Výjimečně vypomáhat při neodkladných a naléhavých výkonech bezpečnostní služby v obvodu místní stanice, jestliže četnictvo místní stanice nebylo k dispozici, nebo když na případ nestačilo.

Po skromných začátcích, kdy četnické pátrací stanice tvořili zpravidla jen čtyři četníci, od roku 1933 již však „pátračku“ tvořil velitel v hodnosti vrchního strážmistra, jeho zástupce v hodnosti praporčíka, dva štábní strážmistři, z nichž jeden byl ve funkci fotografa, dva strážmistři jako stálý a náhradní řidič automobilu (náhradník byl zároveň řidičem motocyklu), jeden strážmistr jako služební psovod a dva četníci jako kancelářští pomocníci, kteří nebyli určeni pro přímý výkon bezpečnostní služby.
Bez ohledu na nespornou autoritu, kterou četníci u slušných lidí tehdy měli, však v letech 1918–1939 položilo život ve službě bohužel hned několik desítek četníků.